# Barrage de Fort Peck
Le barrage de Fort Peck est un barrage sur le Missouri situé sur la municipalité de Fort Peck dans le Montana aux États-Unis. Le barrage a créé le lac de Fort Peck, le 5e plus grand lac artificiel des États-Unis.